# FIS Cup
Der FIS Cup ist eine internationale Skisprung-Serie der Fédération Internationale de Ski. Die Serie umfasst sowohl Wettkämpfe im Winter als auch Mattenspringen im Sommer. Gesprungen wird vor allem auf Normalschanzen. Der FIS Cup ist nach dem Weltcup und dem Continental-Cup eine weitere internationale Sprungserie. Für viele Skispringer dient der FIS Cup nach dem Skisprung-Alpencup und nationalen Skisprungserien als Einstieg oder Wiedereinstieg in die internationalen Skisprungwettbewerbe. Dementsprechend sind die Teilnehmer meist Nachwuchs-Skispringer, es gibt jedoch keine Altersbeschränkung nach oben, so dass auch ehemals im Weltcup erfolgreiche Skispringer teilweise ihre Karriere im FIS Cup ausklingen lassen oder die Wettbewerbe nutzen, um bei Nichtberücksichtigung im Kader trotzdem aktiv im Training bleiben zu können.

## FIS-Cup-Gewinner

### Männer
| Saison  | Sieger             | Zweiter             | Dritter               |
| ------- | ------------------ | ------------------- | --------------------- |
| 2005/06 | Mario Innauer      | Wojciech Skupień    | Gregor Schlierenzauer |
| 2006/07 | Nicolas Fettner    | Stefan Innerwinkler | Pawel Karelin         |
| 2007/08 | Markus Eggenhofer  | Nicolas Fettner     | Łukasz Rutkowski      |
| 2008/09 | Felix Brodauf      | David Winkler       | Marc Krauspenhaar     |
| 2009/10 | Felix Brodauf      | Nico Hermann        | Jörg Ritzerfeld       |
| 2010/11 | Tomáš Zmoray       | Lukas Müller        | Ilmir Chasetdinow     |
| 2011/12 | Cene Prevc         | Rok Justin          | Michael Dreher        |
| 2012/13 | David Unterberger  | Markus Eisenbichler | Markus Schiffner      |
| 2013/14 | Marco Grigoli      | Pascal Egloff       | Tomáš Zmoray          |
| 2014/15 | Andrzej Stękała    | Žiga Mandl          | Przemysław Kantyka    |
| 2015/16 | Danny Queck        | Michael Dreher      | Simon Greiderer       |
| 2016/17 | Paweł Wąsek        | Yūken Iwasa         | Aljaž Osterc          |
| 2017/18 | Elias Tollinger    | Dominik Mayländer   | Markus Rupitsch       |
| 2018/19 | Fabian Seidl       | Luca Egloff         | Johannes Schubert     |
| 2019/20 | Tim Fuchs          | Stefan Rainer       | Maximilian Steiner    |
| 2020/21 | Maximilian Ortner  | Stefan Huber        | Francisco Mörth       |
| 2021/22 | Francisco Mörth    | Mika Schwann        | Janni Reisenauer      |
| 2022/23 | Maximilian Lienher | Janni Reisenauer    | Niklas Bachlinger     |
| 2023/24 |                    |                     |                       |

### Frauen
| Saison  | Siegerin              | Zweite              | Dritte                  |
| ------- | --------------------- | ------------------- | ----------------------- |
| 2012/13 | Sofja Tichonowa       | Daniela Haralambie  | Ema Klinec              |
| 2013/14 | Urša Bogataj          | Sofja Tichonowa     | Michaela Doleželová     |
| 2014/15 | Gianina Ernst         | Daniela Haralambie  | Svenja Würth            |
| 2015/16 | Kinga Rajda           | Daniela Haralambie  | Urša Bogataj            |
| 2016/17 | Daniela Haralambie    | Kinga Rajda         | Andreea Diana Trâmbițaș |
| 2017/18 | Nika Križnar          | Luisa Görlich       | Daniela Haralambie      |
| 2018/19 | Daniela Haralambie    | Elisabeth Raudaschl | Abigail Strate          |
| 2019/20 | Klára Ulrichová       | Štěpánka Ptáčková   | Karolína Indráčková     |
| 2020/21 | Nejka Repinc Zupančič | Katharina Ellmauer  | Nika Vetrih             |
| 2021/22 | Sina Arnet            | Julia Mühlbacher    | Lara Malsiner           |
| 2022/23 | Juliane Seyfarth      | Taja Bodlaj         | Nicole Konderla         |

Ab der Saison 2023/24 wird für die Damen kein FIS Cup mehr ausgetragen, nachdem dieser mit dem Continental Cup zusammengelegt wurde. Stattdessen treten sie im neugeschaffenen Skisprung-Intercontinental-Cup an.

## FIS-Cup-Teilnehmer

### Männer
Seit der Saison 2005/06 traten im FIS Cup der Männer Skispringer aus folgenden Nationen an:
| Europa (25)         | Europa (25)            |
| ------------------- | ---------------------- |
| Belarus             | Bulgarien              |
| Deutschland         | Estland                |
| Finnland            | Frankreich             |
| Griechenland        | Vereinigtes Königreich |
| Island              | Italien                |
| Kroatien            | Lettland               |
| Niederlande         | Österreich             |
| Polen               | Rumänien               |
| Russland            | Schweden               |
| Schweiz             | Serbien                |
| Slowakei            | Slowenien              |
| Tschechien          | Ukraine                |
| Ungarn              |                        |
| Asien (6)           |                        |
| Volksrepublik China | Georgien               |
| Japan               | Kasachstan             |
| Südkorea            | Türkei                 |
| Nordamerika (2)     |                        |
| Kanada              | Vereinigte Staaten     |